# Asienspiele 1970/Badminton
Titelträger im Badminton wurden bei den Asienspielen 1970 in Bangkok in fünf Einzel- und zwei Mannschaftsdisziplinen ermittelt. Die Spiele fanden vom 9. bis zum 20. Dezember 1970 statt.

## Medaillengewinner
| Disziplin        | Gold                                                            | Silber | Bronze                                                                                        |
| ---------------- | --------------------------------------------------------------- | --- | --------------------------------------------------------------------------------------------- |
| Herreneinzel     | Punch Gunalan                                                   | Muljadi | Ippei Kojima                                                                                  |
| Herreneinzel     | Punch Gunalan                                                   | Muljadi | Sangob Rattanusorn                                                                            |
| Dameneinzel      | Hiroe Yuki                                                      | Thongkam Kingmanee                                                                                             | Minarni                                                                                       |
| Dameneinzel      | Hiroe Yuki                                                      | Thongkam Kingmanee                                                                                             | Sylvia Ng                                                                                     |
| Herrendoppel     | Punch Gunalan Ng Boon Bee                                       | Junji Honma Shoichi Toganoo                                                                                    | Rudy Hartono Indra Gunawan                                                                    |
| Herrendoppel     | Punch Gunalan Ng Boon Bee                                       | Junji Honma Shoichi Toganoo                                                                                    | Pornchai Sakuntaniyom Chavalert Chumkum                                                       |
| Damendoppel      | Machiko Aizawa Etsuko Takenaka                                  | Nurhaena Retno Koestijah                                                                                       | Rosalind Singha Ang Teoh Siew Yong                                                            |
| Damendoppel      | Machiko Aizawa Etsuko Takenaka                                  | Nurhaena Retno Koestijah                                                                                       | Sumol Chanklum Pachara Pattabongse                                                            |
| Mixed            | Ng Boon Bee Sylvia Ng                                           | Bandid Jaiyen Pachara Pattabongse                                                                              | Rudy Hartono Minarni                                                                          |
| Mixed            | Ng Boon Bee Sylvia Ng                                           | Bandid Jaiyen Pachara Pattabongse                                                                              | Ippei Kojima Etsuko Takenaka                                                                  |
| Herrenmannschaft | Indonesien Indra Gunawan Rudy Hartono Indratno Mintarja Muljadi | Thailand Soonchai Akyapisut Chavalert Chumkum Bandid Jaiyen Sangob Rattanusorn Pornchai Sakuntaniyom Sila Ulao | Japan Junji Honma Ippei Kojima Hiroshi Taniguchi Shoichi Toganoo                              |
| Herrenmannschaft | Indonesien Indra Gunawan Rudy Hartono Indratno Mintarja Muljadi | Thailand Soonchai Akyapisut Chavalert Chumkum Bandid Jaiyen Sangob Rattanusorn Pornchai Sakuntaniyom Sila Ulao | Malaysia Punch Gunalan Lee Kok Peng Abdul Rahman Mohamed Ng Boon Bee Ng Tat Wai Tan Soon Hooi |
| Damenmannschaft  | Japan Machiko Aizawa Mariko Nishio Etsuko Takenaka Hiroe Yuki   | Thailand Sumol Chanklum Boopha Kaenthong Thongkam Kingmanee Petchroong Liengtrakulngam Pachara Pattabongse     | Indonesien Utami Dewi Retno Koestijah Minarni Nurhaena Poppy Tumengkol Theresia Widiastuti    |
| Damenmannschaft  | Japan Machiko Aizawa Mariko Nishio Etsuko Takenaka Hiroe Yuki   | Thailand Sumol Chanklum Boopha Kaenthong Thongkam Kingmanee Petchroong Liengtrakulngam Pachara Pattabongse     | Südkorea Han Sook-ee Yoon Im-soon Kang Young-sin Kim Jong-ja                                  |

## Halbfinale
| Disziplin    | Sieger                            | Finalist                                | Ergebnis                          |
| ------------ | --------------------------------- | --------------------------------------- | --------------------------------- |
| Herreneinzel | Punch Gunalan                     | Sangob Rattanusorn                      | 18–17, 15–10                      |
| Herreneinzel | Muljadi                           | Ippei Kojima                            | 17–15, 11–15, 15–10               |
| Dameneinzel  | Hiroe Yuki                        | Minarni                                 | 7–11, 7–8, w.o., Minarni verletzt |
| Dameneinzel  | Thongkam Kingmanee                | Sylvia Ng                               | 11–7, 11–4                        |
| Herrendoppel | Ng Boon Bee Punch Gunalan         | Rudy Hartono Indra Gunawan              | 15–12, 10–15, 15–10               |
| Herrendoppel | Junji Honma Shoichi Toganoo       | Chavalert Chumkum Pornchai Sakuntaniyom | 15–8, 15–8                        |
| Damendoppel  | Machiko Aizawa Etsuko Takenaka    | Pachara Pattabongse Sumol Chanklum      | 15–6, 15–2                        |
| Damendoppel  | Nurhaena Retno Koestijah          | Teoh Siew Ong Rosalind Singha Ang       | 15–5, 15–10                       |
| Mixed        | Ng Boon Bee Sylvia Ng             | Ippei Kojima Etsuko Takenaka            | –, –                              |
| Mixed        | Bandid Jaiyen Pachara Pattabongse | Rudy Hartono Minarni                    | w.o., Minarni verletzt            |
| Herrenteam   | Malaysia                          | Thailand                                | 1-3                               |
| Herrenteam   | Japan                             | Indonesien                              | 1-3                               |
| Damenteam    | Südkorea                          | Thailand                                | 0-3                               |
| Damenteam    | Japan                             | Indonesien                              | 3-2                               |

## Finale
| Disziplin    | Sieger                         | Finalist                          | Ergebnis            |
| ------------ | ------------------------------ | --------------------------------- | ------------------- |
| Herreneinzel | Punch Gunalan                  | Muljadi                           | 4–15, 15–3, 15–12   |
| Dameneinzel  | Hiroe Yuki                     | Thongkam Kingmanee                | 12–9, 11–8          |
| Herrendoppel | Ng Boon Bee Punch Gunalan      | Junji Honma Shoichi Toganoo       | 5–15, 15–8, 15–7    |
| Damendoppel  | Machiko Aizawa Etsuko Takenaka | Nurhaena Retno Koestijah          | 15–11, 15–6         |
| Mixed        | Ng Boon Bee Sylvia Ng          | Bandid Jaiyen Pachara Pattabongse | 18–13, 11–15, 15–10 |
| Herrenteam   | Indonesien                     | Thailand                          | 3-0                 |
| Damenteam    | Japan                          | Thailand                          | 3-1                 |

## Medaillenspiegel
| Platz | Land        | Gold | Silber | Bronze | Gesamt |
| ----- | ----------- | ---- | ------ | ------ | ------ |
| 1     | Japan       | 3    | 1      | 3      | 7      |
| 2     | Malaysia    | 3    | -      | 3      | 6      |
| 3     | Indonesien  | 1    | 2      | 4      | 7      |
| 4     | Thailand    | -    | 4      | 3      | 7      |
| 5     | Südkorea    | -    | -      | 1      | 1      |
| 6     | Hongkong    | -    | -      | -      | -      |
|       | Nepal       | -    | -      | -      | -      |
|       | Philippinen | -    | -      | -      | -      |